# Aesthetic
Aesthetic är en EP av post-hardcorebandet From First to Last, utgiven 24 juni 2003.

## Låtlista
1. "Such a Tragedy" - 3.08
2. "For the Taking" - 3.39
3. "Regrets and Romance" - 5.44
4. "When Flying Feels Like Falling" - 2.53
5. "Ultimatums for Egos" - 3.27
6. "My Heart Your Hands" - 4.20